# Benjamín Delgado
Benjamín Delgado (San Lorenzo, 1º giugno 1897 – ...) è stato un calciatore argentino, di ruolo attaccante.

## Biografia
Nato nella provincia di Santa Fe, per giocare a calcio si trasferì a Buenos Aires. Una volta cessata l'attività agonistica trovò impiego dapprima come impiegato di banca e in seguito come commentatore sportivo. Nel 1940 fu condannato a 18 anni di carcere a Ushuaia per l'omicidio di una donna; il 5 giugno 1948 ricevette l'indulto da Juan Domingo Perón, presidente dell'Argentina, in seguito alla sua buona condotta e a una lettera firmata da alcuni tifosi del Boca Juniors.

## Caratteristiche tecniche
Giocava come ala sinistra e interno sinistro; era molto veloce.

## Carriera

### Club
Delgado iniziò la propria carriera nel San Fernando, club dell'omonima cittadina; vi giocò almeno dal 1923 al 1926. Nella stagione 1926 militò in due squadre (come consentito dalle due federazioni, che permettevano a un giocatore di rappresentare una società per federazione): nella Copa Campeonato vestì la maglia del San Fernando in 11 occasioni, con 2 reti; nella Primera División giocò una gara con l'Atlanta. Sempre nel 1926 passò al Boca Juniors, terminandovi la Copa Campeonato. Con il club giallo-blu assommò 21 presenze e 3 reti in due campionati, 1926 e 1927; in quest'ultimo ottenne solo 4 presenze. Nel 1928 si trasferì all'Argentinos Juniors dove ebbe poco spazio; al termine della Primera División contò 2 apparizioni. Non prese parte al Concurso Estímulo 1929, e tornò in massima serie nella stagione 1930: disputò una buona annata con l'Atlanta, e i 10 gol in 23 partite lo resero il miglior marcatore della sua squadra. Rimase all'Atlanta anche in occasione della prima edizione del campionato professionistico, in cui giocò 3 incontri e segnò una rete. Nel 1933 scese in campo 4 volte con i colori del Tigre.

### Nazionale
Esordì in Nazionale argentina il 20 maggio 1923 a Buenos Aires, in occasione della Copa Rosa Chevallier Boutell contro il Paraguay; 5 giorni dopo scese nuovamente in campo contro la selezione paraguaiana, sempre nell'ambito della Copa Chevallier Boutell. Il 22 luglio 1923 giocò contro l'Uruguay per il Gran Premio de Honor Uruguayo. Partecipò poi all'edizione 1926 della Copa Rosa Chevallier Boutell, giocando entrambi gli incontri tenutisi a Buenos Aires. Convocato per il Campeonato Sudamericano de Football 1926, Delgado fu scelto quale interno sinistro titolare della Nazionale in quella competizione. Debuttò il 16 ottobre a Santiago del Cile (città sede unica della manifestazione) contro la Bolivia; realizzò il gol del 4-0 al 43º minuto. Fu poi schierato contro il Paraguay il 20 ottobre, e in questa gara segnò due gol (al 40º e al 42º), portando il risultato sul 5-0 (l'Argentina vincerà poi per 8-0). Presenziò poi contro Uruguay (24 ottobre) e Cile (31 ottobre), senza realizzare altre marcature.

## Statistiche

### Cronologia presenze e reti in Nazionale
| Cronologia completa delle presenze e delle reti in nazionale ― Argentina | Cronologia completa delle presenze e delle reti in nazionale ― Argentina | Cronologia completa delle presenze e delle reti in nazionale ― Argentina | Cronologia completa delle presenze e delle reti in nazionale ― Argentina | Cronologia completa delle presenze e delle reti in nazionale ― Argentina | Cronologia completa delle presenze e delle reti in nazionale ― Argentina | Cronologia completa delle presenze e delle reti in nazionale ― Argentina | Cronologia completa delle presenze e delle reti in nazionale ― Argentina |
| Data                                                                     | Città                                                                    | In casa                                                                  | Risultato                                                                | Ospiti                                                                   | Competizione                                                             | Reti                                                                     | Note                                                                     |
| ------------------------------------------------------------------------ | ------------------------------------------------------------------------ | ------------------------------------------------------------------------ | ------------------------------------------------------------------------ | ------------------------------------------------------------------------ | ------------------------------------------------------------------------ | ------------------------------------------------------------------------ | ------------------------------------------------------------------------ |
| 20/05/1923                                                               | Buenos Aires                                                             | Argentina                                                                | 1 – 2                                                                    | Paraguay                                                                 | Copa Rosa Chevallier Boutell                                             | 0                                                                        |                                                                          |
| 25/05/1923                                                               | Buenos Aires                                                             | Argentina                                                                | 1 – 0                                                                    | Paraguay                                                                 | Copa Rosa Chevallier Boutell                                             | 0                                                                        |                                                                          |
| 22/07/1923                                                               | Montevideo                                                               | Uruguay                                                                  | 2 – 2                                                                    | Argentina                                                                | Gran Premio de Honor Uruguayo                                            | 0                                                                        |                                                                          |
| 29/05/1926                                                               | Buenos Aires                                                             | Argentina                                                                | 2 – 1                                                                    | Paraguay                                                                 | Copa Rosa Chevallier Boutell                                             | 0                                                                        |                                                                          |
| 03/06/1926                                                               | Buenos Aires                                                             | Argentina                                                                | 2 – 1                                                                    | Paraguay                                                                 | Copa Rosa Chevallier Boutell                                             | 0                                                                        |                                                                          |
| 16/10/1926                                                               | Santiago del Cile                                                        | Argentina                                                                | 5 – 0                                                                    | Bolivia                                                                  | Campeonato Sudamericano de Football                                      | 1                                                                        |                                                                          |
| 20/10/1926                                                               | Santiago del Cile                                                        | Argentina                                                                | 8 – 0                                                                    | Paraguay                                                                 | Campeonato Sudamericano de Football                                      | 2                                                                        |                                                                          |
| 24/10/1926                                                               | Santiago del Cile                                                        | Argentina                                                                | 0 – 2                                                                    | Uruguay                                                                  | Campeonato Sudamericano de Football                                      | 0                                                                        |                                                                          |
| 31/10/1926                                                               | Santiago del Cile                                                        | Cile                                                                     | 1 – 1                                                                    | Argentina                                                                | Campeonato Sudamericano de Football                                      | 0                                                                        |                                                                          |
| Totale                                                                   |                                                                          | Presenze                                                                 | 9                                                                        |                                                                          | Reti                                                                     | 3                                                                        |                                                                          |

## Palmarès

### Club

#### Competizioni nazionali
- Copa Campeonato: 1

Boca Juniors: 1926
- Copa Estímulo: 1

Boca Juniors: 1926